# バクー県

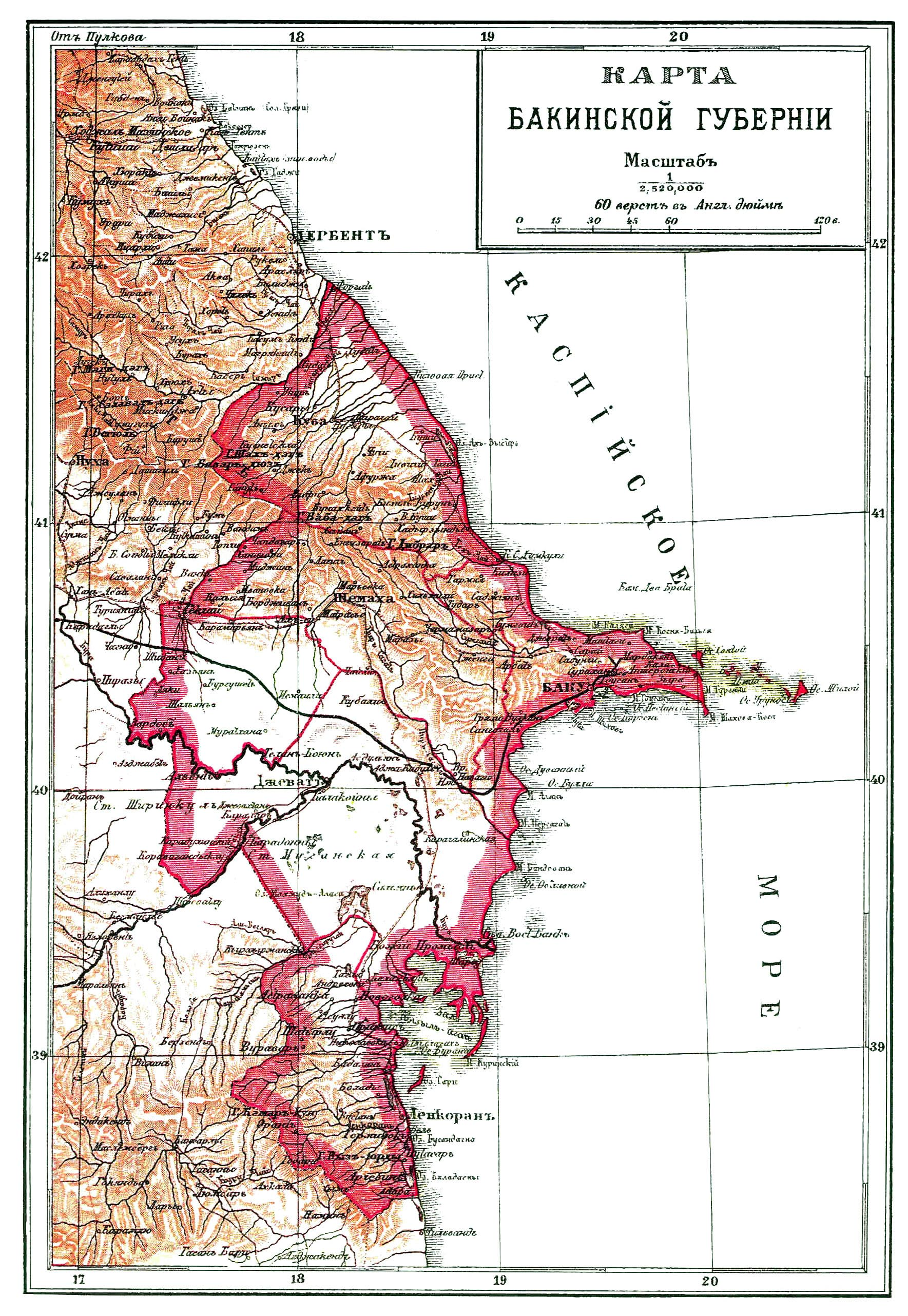
バクー県の地図

バクー県（ロシア語: Бакинская губерния）はロシア帝国、ロシア共和国、アゼルバイジャン共和国の県の一つ。現在のアゼルバイジャンの地域に相当する。県庁所在地はバクー。

## 概要
1848年にシェマハ県（Шемахинская губерния）として設置されたが、1859年の地震でシェマハ市が大きな被害を受けたため、首都をバクーに移し、バクー県となった。バクー郡、クバ郡、シェマハ郡、ギョクチャイ郡、ジェヴァト郡、レンカラン郡の6郡を管轄する。
1897年の統計では、総人口は79万人と推計されている。総人口の6割程度はアゼリー人が占るが、ロシア人、アルメニア人、タリシュ人、タート人、ペルシア人等の少数民族を含む。

## 歴代県知事
- ドミトリー・スタロセルスキー（在任：1867年-1875年）
- ヴァレリー・ポゼン（在任：1875年-1882年）
- ユスチン・ギュプシ・フォン・グロンスタル（在任：1882年-1888年）
- ヴラジミル・ロッジ（在任：1888年-1899年）
- ドミトリー・オジンツォフ（在任：1899年-1904年）
- ミハイル・ナカシゼ（在任：1904年-1905年）
- アンドレイ・ファデエフ（在任：1905年）
- ヴラジミル・アルイシェフスキー（在任：1905年-1915年）
- レオ・ポトゥロフ（在任：1916年-1917年）